# Zdzisław Prusiecki
Zdzisław Prusiecki (ur. 8 sierpnia 1934, zm. 27 czerwca 1988) – polski pracownik przemysłu motoryzacyjnego w Sanoku, działacz partyjny, radny.

## Życiorys
Urodził się 8 sierpnia 1934. W 1948 podjął pracę w fabryce Sanowag w Sanoku. Kształcił się w tamtejszych przyzakładowych szkołach mechanicznych, gdzie w 1951 ukończył Gimnazjum Przemysłowe Państwowej Fabryki Wagonów z tytułem zawodowym ślusarza, a w 1952 Technikum Budowy Samochodów z tytułem technika mechanika o specjalności normowanie pracy w przemyśle metalowym. Po ukończeniu szkoły w związku z nakazem pracy przez dwa lata pracował w Skarżysku-Kamiennej, a następnie odbył służbę wojskową. Od 1957 ponownie został zatrudniony w macierzystej fabryce w Sanoku, późniejszej Sanockiej Fabryce Autobusów „Autosan”. Pracował jako ślusarz w narzędziowni, brakarz, kierownik wydziałowej kontroli jakości, zastępca kierownika autoserwisu, zastępca kierownika oraz kierownik wydziału spawalniczo-montażowego, kierownik wydziału wykończeniowego, a od 1976 do 1988 kierownik działu obsługi klienta w pionie handlu i eksportu. Pozostał na tej funkcji do 1988.
Został członkiem PZPR w 1960 i działaczem tej partii. Działał w zakładowych związkach zawodowych i radzie robotniczej. 8 maja 1981 został wybrany na stanowisko I sekretarza Komitetu Zakładowego PZPR w fabryce Autosan. W dniach 17-18 czerwca 1981 został wybrany członkiem Komitetu Wojewódzkiego PZPR w Krośnie. Został wybrany radnym Miejskiej Rady Narodowej w Sanoku w 1984 i zasiadł w Komisji Zdrowia Spraw Socjalnych i Ochrony Środowiska. W roku szkolnym 1987/1988 był przewodniczącym Komitetu Rodzicielskiego w Zasadniczej Szkole Zawodowej Sanockiej Fabryki Autobusów. Zmarł 27 czerwca 1988 pod koniec sprawowania mandatu radnego MRN kadencji (1984-1988).
Jego żoną była Alicja (ur. 6 lipca 1935, zm. 2 stycznia 1988). Oboje zostali pochowani na Cmentarzu Posada w Sanoku.

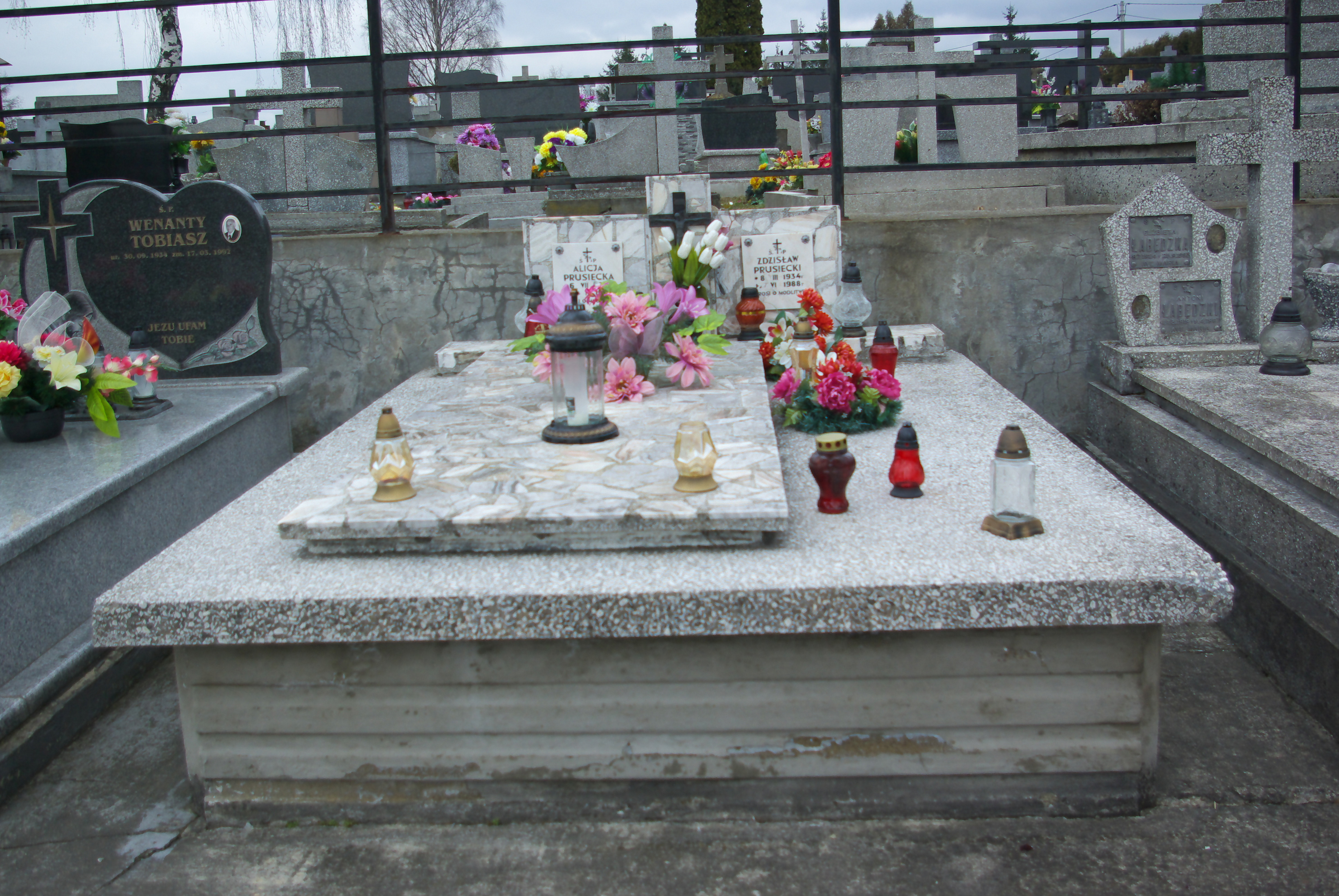
Nagrobek Alicji i Zdzisława Prusieckich

## Odznaczenia
- Srebrny Krzyż Zasługi (1984)[7]
- Medal 30-lecia Polski Ludowej
- Medal 40-lecia Polski Ludowej
- Srebrna Odznaka W Służbie Narodu (1983)[8]
- Odznaka „Zasłużony dla Sanoka” (1982)[9]
- Odznaka „Za zasługi dla województwa krośnieńskiego” (1986)[10]
- Złota, srebrna i brązowa odznaka „Za zasługi w obronie porządku publicznego” (1986)[10]
- Odznaczenia państwowe, resortowe, regionalne.